# Misioneras de Cristo Jesús
Las Misioneras de Cristo Jesús, una congregación religiosa católica, fueron fundadas en Javier (Navarra), en el año 1944. Las primeras hermanas fueron la fundadora María Camino Sanz Orrio, Concha Arraiza, Teresa Unzu y Eugenia Nagore, con el apoyo del obispo Marcelino Olaechea.
Desde el comienzo se busca un nuevo estilo de ser misionera: más ágil y eficaz. Las que se van reuniendo alrededor de la idea inicial saben que han de ser mujeres de fe y oración, ancladas en lo esencial: el amor a Jesucristo y la consagración a la Misión (por eso, añaden un cuarto voto: “marchar y servir a las misiones”). Todo lo demás debe estar al servicio de este ideal. Y así, las estructuras, horarios y normas, serán mínimas, máxima la disponibilidad para el servicio, pronta la respuesta a las necesidades más urgentes.
El 3 de octubre de 1946 pronuncian los primeros votos las cuatro primeras hermanas. El 10 de noviembre de 1948 sale la primera expedición para la India: cinco hermanas que irán a dos puestos de misión: Kohima y Tura. En ese momento ya había 50 misioneras. En noviembre de 1951 otras dos hermanas empiezan su misión en Japón. En 1954 comienzan su formación las dos primeras misioneras de Cristo Jesús japonesas.
En 1956 se emprenden las misiones del Congo y Venezuela. En 1969 se empieza en Bolivia y poco después en Chile. Años después van a Filipinas, República Dominicana, Camerún, Chad y China. En la actualidad son 312 misioneras procedentes de España, Japón, India, Bélgica, Eslovenia, Congo, Bolivia, Chile, Venezuela, Filipinas y Vietnam.